# Diclorodifenildicloroetilene
Il diclorodifenildicloroetilene, noto anche con la sigla DDE, è un composto chimico derivante dall'eliminazione di acido cloridrico (HCl) dal DDT, di cui è il principale prodotto di degradazione.  Come il composto da cui si origina, si accumula nei sistemi biologici ed è considerato un inquinante ambientale con conseguenze ed effetti riguardanti soprattutto gli uccelli.
A causa della massiccia prevalenza del DDT nella società e nell'agricoltura durante la metà del XX secolo, DDT e DDE sono ancora ampiamente rilevati nei campioni di tessuto animale.  Il DDE è particolarmente pericoloso perché è liposolubile come altri organoclorurati; pertanto viene raramente escreto dal corpo e le concentrazioni tendono ad aumentare per tutta la vita. La principale eccezione è l'escrezione di DDE nel latte materno, che trasferisce una parte sostanziale del DDE della madre sul giovane animale o bambino. Insieme all'accumulo nel corso della vita di un organismo, questa stabilità porta al bioaccumulo nell'ambiente, che amplifica gli effetti negativi di DDE.

## Sintesi
Il DDE si ottiene dalla deidroalogenazione del DDT. L'eliminazione di HCl tra l'idrogeno del carbonio benzilico e un cloro del triclorometile porta alla formazione di un doppio legame su questi due atomi di carbonio.

## Tossicità
DDE ha dimostrato di essere tossico per i ratti a 79,6 mg/kg. Il DDE e il DDT sono tossici per la riproduzione di alcune specie di uccelli e anche le principali ragioni del declino dell'aquila calva,  del pellicano bruno,  del falco pellegrino e del falco pescatore.  Questi composti causano il diradamento del guscio d'uovo nelle specie sensibili, il che porta agli uccelli a schiacciare le loro uova invece di incubarle, a causa della mancanza di resistenza di queste ultime.  Gli uccelli rapaci, gli uccelli acquatici e gli uccelli canori sono più sensibili al diradamento dei gusci delle uova rispetto alle galline e alle specie affini, e il DDE sembra essere più potente del DDT.
Una ricerca ha mostrato che livelli ematici elevati di DDE (anche di altre molecole tossiche provenienti da pentole antiaderenti e ritardanti di fiamma) sono stati legati ad un aumentato rischio di celiachia nei giovani.

## Meccanismo
Il meccanismo biologico per l'assottigliamento non è del tutto noto, ma si ritiene che il DDE comprometta la capacità della ghiandola di espellere carbonato di calcio sull'uovo in via di sviluppo. In specie diverse possono avvenire meccanismi differenti. Alcuni studi hanno dimostrato che, sebbene i livelli di DDE siano diminuiti drasticamente, lo spessore del guscio d'uovo rimane del 10-12% più sottile rispetto a prima dell'utilizzo del DDT.
Alcuni studi hanno indicato che la DDE è un interferente endocrino e contribuisce al cancro al seno,  ma studi più recenti forniscono una forte evidenza che non esiste alcuna relazione tra l'esposizione al DDE e il cancro al seno.  Ciò che è più chiaro è che la DDE è un debole antagonista del recettore degli androgeni e può produrre anomalie del tratto genitale maschile.